# Kingscote (Australia)
Kingscote – miasto w Australii, w stanie Australia Południowa.